# Reserva biológica nacional do Rio Trombetas
La reserva biológica do Río Trombetas es una reserva biológica administrada a nivel federal en la municipalidad de Oriximiná, Estado de Pará, Brasil.
La misma abarca una amplia extensión de bioma amazónico que incluye bosque lluvioso, pantanos y zonas indundables.

## Historia
La reserva, posee una superficie de 407,754 ha, y fue creada el 21 de septiembre de 1979.
Esta administrada por el Instituto Chico Mendes para la Conservación de la Biodiversidad.
El objetivo de la misma es preservar la biota y otros atributos naturales de la reserva sin interferencia humana excepto para recuperar ecosistemas degradados y acciones para preservar el balance natural, la diversidad biológica y los procesos ecológicos naturales. Un objetivo específico es asegurar la sobrevivencia de la tortuga de Arrau (Podocnemis expansa) y otras tortugas, y preservar una muestra del ecosistema del Amazonas.
Al norte es colindante con el Bosque Estadual de Trombetas, por el este con el Bosque Estadual Faro y al sur con el Bosque Nacional Saracá-Taquera.

## Medio ambiente
La reserva se encuentra en la ecorregión de los bosques lluviosos de Uatuma-Trombetas.
El relieve es agreste, con altitudes entre los 100 y 300 m s. n. m.
Contiene rocas expuestas de un craton antiguo y sedimentos del río Amazonas.
Las temperaturas oscilan entre 26 C y 32 C, con una media de 27 C. La precipitación anual es de unos 2141 mm.
El 86% e la superficie de la reserva esta cubierta de bosques lluviosos elevados, el 6% por bosques inundables y el 6.5% por agua.
La zona es drenada por el río Acapu y los arroyos Arrozal, Candieiro, Mungubal y Cabeceira Grande.
Numerosos lagos en la planicie inundable se encuentran conectados en forma permanente con el río Trombetas, conformando un gran humedal.
Entre las especies vegetales de la reserva se cuentan manilkara huberi, caryocar, dipteryx odorata, chrysophyllum, goupia glabra, copaiba, bertholletia excelsa, anacardium giganteum y palmeras tales como attalea maripa, oenocarpus bacaba y astrocaryum vulgare.
Las especie de aves migratorias incluyen  águila pescadora (pandion haliaetus), chorlitejo de Azara (charadrius collaris) y gaviotín Ati (phaetusa simplex).
El batará luctuoso (sakesphorus luctuosus) es un habitante endémico.